# تقنيات دراغون بول
تقنيات دراغون بول في الإنمي والمانغا هي مجموعة من الحركات الخاصة، تستخدم لأغراض مختلفة منها القتال في المرتبة الأولى.

## أنواع التحولات في دراغون بول
- سوبر سايان 1، أول من تحول له كان غوكو في معركته ضد فريزا وفي هذا المستوى يتحول الشعر إلى اللون الأشقر ويرتفع إلى الاعلى ويصبح لون العينين اخضر وتتضاعف فيه قوة المقاتل 50 مرة ويستطيع التحول لهذا المستوى كل من:غوكو وفيجيتا وغوهان وترانكس وغوتين وبرولي وبارادوك (والد غوكو) وكابي

- سوبر سايان 2، أول من تحول له كان غوهان عندما هزم سيل وتتضاعف فيه قوة المقاتل 350 مرة ويستطيع التحول لهذا المستوى غوهان وغوكو وفيجيتا

- سوبر سايان 3، غوكو هو الوحيد الذي يستطيع التحول لهذا المستوى بالإضافة لغوتينكس.

- مستوى المستيك أو المقاتل الاخير يختص به غوهان وتزداد فيه قوته بشكل هائل.

- سوبر سايان الاسطوري، هذا المستوى لم يصل اليه أحد الا برولي

- سوبر سايان الازرق، هوا التحول السوبر سايان لكن في تحول سوبر سايان الحاكم فا يصبح اسمه «سوبر سايان الحاكم سوبر سايان» وتم اختصاره بي سوبر سايان الازرق وهو اقوى المستويات على الإطلاق يتحول فيه العيون والشعر إلى اللون الازرق يستطيع كل من غوكو وفيجيتا التحول لهذا المستوى.
- سوبر سايان الوردي، يتحول فيه لون الشعر والعينين إلى اللون الوردي الوحيد الذي تحول اليه كان «زامس» عندما استولى على جسد جوكو وصار «بلاك غوكو» وهو تحول موازي لي سوبر سايان الازرق
- سوبر سايان الازرق معا الكايوكن" تحول السوبر سايان الازرق لكن معا تقنية الكايوكن وتعرض صاحب التحول إلى قوه جباره لكن تاحذ قوة تحمل عالية وقد تتضاعف الي عشرة اضعاف
- سوبر سايان الحاكم، يحتاج هذا التحول إلى وجود 6 من السياجين الطيبين واختيار واحد من بينهم ليكون الحاكم ثم يمسكون ايدي بعضهم ويعطون قوتهم للحاكم وفي هذا التحول يتحول لون الشعر والعينين إلى اللون الاحمر وينتهي هذا التحول بعد وقت معين، الوحيد الذي قام بهذا التحول هو «جوكو» عندما قاتل سيد الدمار «بيروس»، وحصل على قوة هائلة.

- سوبر سايان الغاضب، يتحول المقاتل إلى هذا المستوى عندما يغضب غضبا شديدا وفيه تختفي قزحية العين وتظهر هالة زرقاء حول المقاتل ويحصل على قوة رهيبة، تحول اليه فيجيتا وترانكس.

«•سوبر سايان الازرق المطور»
سوبر سايان بلو المطور تم اكتسابه من قبل فيجيتا وهو تحول اقوى من سوبر سايان بلو العادي
«.الغريزة الفائقة والغريزة الفائقة المكتملة» تحول آو تقنية خاصة بل الحراسة الملكين
و هناك نوعين الكامل والغير كامل كلاهما يسمحا لك بي تفادي الضربات وقد امتلكه غوكو
«•الغرور الفائق» تحول يحتاج إلى كي حكام الدمار وهيأ قوة لا حدود لها وتسمح لك اثناء تلقى الضرر
بي زيادة مفاجئة بي قوتك وقد امتلك هاذي القوه حكام الدمار وتوبو وفيجيتا